# Jedenastu Katów
Jedenastu Katów (Die Elf Scharfrichter) – kabaret stworzony m.in. przez Franka Wedekinda oraz Alberta Langena, działający na początku XX wieku w Monachium.
Gwiazdą i jedyną kobietą w zespole była Marya Delvard, córka francuskiego profesora, wychowana w klasztorze w Lotaryngii. Była pierwszą kobietą wampem niemieckich scenek kabaretowych. W programie inaugurującym działalność kabaretu Delvard wykonywała m.in. balladę Wedekinda Ilse. Smukła, ruda, trupioblada artystka, o pomalowanych na czerwono ustach szybko stała się symbolem Jedenastu Katów. Jej wizerunek znalazł się na plakatach autorstwa Thomasa Theodora Heinego.
Wedekind włączył do programu Jedenastu Katów awangardowe utwory dramaturgiczne. To tu swoją premierę miała jego sztuka Duch Ziemi.

Godłem kabaretu był pręgierz oraz czaszka w peruce sędziego.

## Twórcy
Autorzy i wykonawcy:
- Frank Wedekind
- Marya Delvard
- Marc Henry